# Soredemo, ikite yuku
Soredemo, ikite yuku (それでも、生きてゆく?) è un dorama stagionale estivo prodotto e mandato in onda da Fuji TV in 11 puntate nel 2011.
La vicenda narra di Hiroki, la cui sorella minore è morta in un incidente, incontra un giorno casualmente la sorella dell'investitore, Futaba; esattamente 15 anni dopo il fatto. Ciò permetterà un confronto tra la sofferenza patita da entrambe le famiglie, in maniera differente ma parallela sopraffatte dal dolore per la perdita subita e dall'oppressivo senso di colpa che attanaglia i sopravvissuti.

## Protagonisti
- Eita Nagayama -  Fukami Hiroki
- Yuta Kisaichi - Hiroki da bambino
- Hikari Mitsushima - Toyama Futaba
- Maika Yamamoto - Futaba da bambino
- Shunsuke Kazama - Amemiya Kenji
- Ryosuke Sasaki - Kenji da bambino

### Famiglia Higaki
- Yasunori Danta - Higaki Seiji
- Shinobu Otake - Nomoto Kyoko
- Kei Tanaka - Higaki Kohei
- Hayato Nishino - Kohei da bambino
- Eri Murakawa - Higaki Yuka

### Famiglia Mizaki
- Saburo Tokito - Mizaki Shunsuke
- Jun Fubuki - Toyama Takami
- Mayuko Fukuda - Toyama Akari

### Famiglia Fukami
- Akira Emoto - Fukami Katsuhiko
- Maki Shida - Fukami Aki

### Altri
- Kana Kurashina - Fujimura Satsuki
- Eriko Satō - Kusama Maki
- Sakura Ando - Usui Saho
- Takehiko Ono - Kusama Goro
- Ryoko Hara - Kusama Yuri

#### Star ospiti
- Shigeru Harihara - detective Shizuoka (ep.1-2)
- Eri Kimura - giornalista (Ep.2)
- Sana Kawashima - amico d'infanzia di Futaba (Ep.2)
- Hijiri Sakurai - Hirata (Ep.3)
- Masayo Umezawa - Fusae Komoto (Ep.4)
- Nozomi Muraoka - infermiere (Ep.5)
- Sou Sakamoto - Il fidanzato di Saho (Ep.6)
- Sanae Miyata - Kawato (Ep.7)
- Hajime Inoue - detective
- Honoka - infermiera (Ep.8-9)
- Junkichi Orimoto - Takeo Murakami (Ep.10)
- Akemi Omori - Miyo Murakami (Ep.10)
- Daikichi Sugawara - marito (Ep.10)

## Sigla
Tokyo no Sora di Kazumasa Oda